# アイツに夏
「アイツに夏」（あいつになつ）は、ミスマリの3枚目のシングル。2014年8月5日にSummer Recordsから発売された。

## 概要
- 初回限定盤（SRMM-0005）[2]と通常盤（SRMM-0006）[3]の2種類が発売され、初回限定盤にはDVDが付属されている[2]。
- TBS系列で放送された『7つの海を楽しもう!世界さまぁ〜リゾート』と、BS-TBSで放送された『マリンの海物語!〜ドリームプロジェクトM〜』の主題歌として使用された[4]。
- 2014年に発売された『CRまわるんパチンコ大海物語3』と、2015年に発売された『CR大海物語3スペシャル』にイメージソングとして搭載された[5]。
- カップリングの「夏のお嬢さん」は、榊原郁恵の楽曲のカバーである[6]。

## 収録曲
1. アイツに夏 [3:27]
作詞：KUREI、作曲：ISEKI、編曲：GIRA MUNDO
  - TBS系『7つの海を楽しもう!世界さまぁ〜リゾート』エンディングテーマ
  - BS-TBS『マリンの海物語!〜ドリームプロジェクトM〜』主題歌
  - 『CRまわるんパチンコ大海物語3』イメージソング
  - 『CR大海物語3スペシャル』イメージソング
2. 夏のお嬢さん [3:06]
作詞：笠間ジュン、作曲：佐々木勉、編曲：2ndlifecrew
3. アイツに夏（instrumental） [3:27]
4. 夏のお嬢さん（instrumental） [3:03]

## 収録アルバム
| 曲名       | 収録アルバム                                             | 発売日         | 規格品番  |
| ---------- | -------------------------------------------------------- | -------------- | --------- |
| アイツに夏 | 『GREAT SEA STORY -BEST ALBUM- 〜やっぱり大海が好き!〜』 | 2017年12月15日 | JTCD-0002 |